# Buchenavia macrophylla
Buchenavia macrophylla là một loài thực vật có hoa trong họ Trâm bầu. Loài này được Spruce ex Eichler mô tả khoa học đầu tiên năm 1866.